# Carlo Ghigliano
Carlo Ghigliano (Bastia Mondovì, 8 ottobre 1891 – Genova, 6 agosto 1966) è stato un calciatore e allenatore di calcio italiano.

## Carriera

### Club
Tra le file del Savona dal 1909, ottenne la promozione dalla cadetteria nella stagione 1912-1913, partecipa con i biancoblu a due stagioni in massima serie, prima dell'interruzione dei campionati a causa dell'entrata dell'Italia nella Grande Guerra.
Al termine del conflitto Ghigliano è tra le file del Genoa, club con cui raggiunge il terzo posto del girone finale della Prima Categoria 1919-1920. L'esordio in rossoblu è datato 12 ottobre 1919 nella vittoria per cinque ad uno nel derby contro l'Andrea Doria.
La stagione seguente torna al Savona con cui ottiene il terzo posto della Prima Categoria Ligure.
Nella stagione 1922-1923 con il club ligure retrocede in cadetteria. Con i biancoblu militò sino al 1926.
Nel 1928 svolge presso l'Albenga il ruolo di capitano/allenatore, ottenendo il terzo posto del girone A della Liguria in Terza Divisione 1928-1929.

### Nazionale
Ghigliano venne convocato nella nazionale azzurra, dove giocò nell'incontro amichevole contro la Svizzera. L'incontro venne disputato a Berna il 28 marzo 1920 e terminò tre a zero a favore degli elvetici.

## Statistiche

### Cronologia presenze e reti in nazionale
| Cronologia completa delle presenze e delle reti in nazionale ― Italia | Cronologia completa delle presenze e delle reti in nazionale ― Italia | Cronologia completa delle presenze e delle reti in nazionale ― Italia | Cronologia completa delle presenze e delle reti in nazionale ― Italia | Cronologia completa delle presenze e delle reti in nazionale ― Italia | Cronologia completa delle presenze e delle reti in nazionale ― Italia | Cronologia completa delle presenze e delle reti in nazionale ― Italia | Cronologia completa delle presenze e delle reti in nazionale ― Italia |
| Data                                                                  | Città                                                                 | In casa                                                               | Risultato                                                             | Ospiti                                                                | Competizione                                                          | Reti                                                                  | Note                                                                  |
| --------------------------------------------------------------------- | --------------------------------------------------------------------- | --------------------------------------------------------------------- | --------------------------------------------------------------------- | --------------------------------------------------------------------- | --------------------------------------------------------------------- | --------------------------------------------------------------------- | --------------------------------------------------------------------- |
| 28-3-1920                                                             | Berna                                                                 | Svizzera                                                              | 3 – 0                                                                 | Italia                                                                | Amichevole                                                            | -                                                                     |                                                                       |
| Totale                                                                |                                                                       | Presenze                                                              | 1                                                                     |                                                                       | Reti                                                                  | 0                                                                     |                                                                       |